# Alexander de Campo

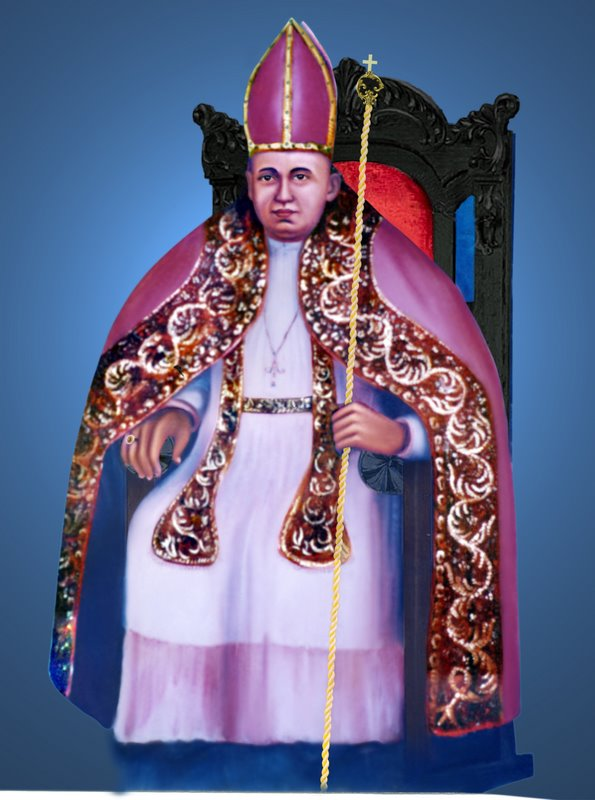
Alexander de Campo bzw. Chandy Parambil

Alexander de Campo, oft auch Chandy Parambil (* um 1615 in Kuravilangad, Kerala, Indien; † 2. Januar 1687 ebenda) war der erste einheimische Bischof der katholischen Thomaschristen in Indien und Apostolischer Vikar von Malabar.

## Vorgeschichte
Kodungallur bei Ernakulam, im heutigen Kerala, gilt als der Ankunftsort des Hl. Thomas und war lange Zeit der Sitz des Metropoliten der Thomaschristen von Indien. Später verlegte man die Residenz nach Udayamperoor (Diamper), und schließlich nach Angamaly. Vor dem Eintreffen der Portugiesen und noch zu Anfang ihrer Kolonialtätigkeit wurden die indischen Metropoliten vom ostsyrischen Katholikat von Seleukia-Ktesiphon entsandt. Seit Mar Johann Shimun Sulaqa, 1553 in der Peterskirche zu Rom zum Bischof geweiht wurde, befand sich eine Fraktion dieses Patriarchats in Union mit dem Papst, heute bezeichnet als Chaldäisch-Katholische Kirche.
Anfangs wurden die aus Mesopotamien nach Indien entsandten Bischöfe von den portugiesischen Kolonialherren geduldet, je stärker sie dort ihre eigene politische Herrschaft und kirchliche Organisation etablieren konnten, aber immer mehr unterdrückt. Als Folge der in ihrer Geltung umstrittenen Synode von Diamper, unterstellte man im Dezember 1599 den Metropolitansitz von Angamaly als Suffraganbistum dem lateinischen Erzbistum Goa. Dieses stand wiederum unter der Hoheit (padroado) Portugals, das in seinem Herrschaftsbereich das alleinige Recht der Bestellung von Bischöfen beanspruchte und sonstige Bischöfe, auch Katholiken, festsetzte und auswies.
Der damals letzte von einem ostsyrischen Patriarchen in Indien eingesetzte Metropolit und Erzbischof von Angamaly war Mar Abraham († 1597). Ihm folgten auf diesem Sitz die lateinischen Erzbischöfe Francisco Roz SJ († 1624), Estevão de Britto († 1641) und Francisco Garcia († 1659). Erzbischof Roz hatte den Sitz der Diözese von Angamaly nach Kodungallur (früher: Cranganore) zurückverlegt. Die lateinischen Oberhirten standen der syrischen Liturgie reserviert gegenüber, korrigierten sie nach abendländischen Vorstellungen und ließen lateinische Gottesdienstordnungen in das Syrische übersetzen. Mindestens ebenso bedrückend empfanden die einheimischen Christen die Entmachtung der Archidiakone, d. h. einheimischer Priester, die zusammen mit den Bischöfen mesopotamischer Herkunft die Gemeinschaft der Thomaschristen geleitet hatten.

## Alexander de Campo

### Herkunft

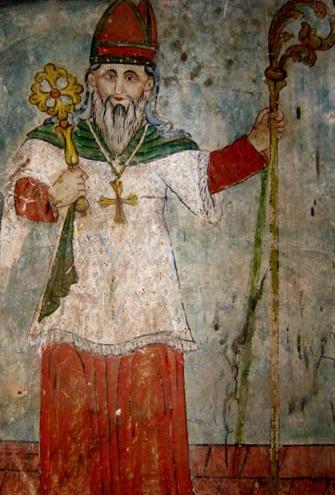
Erzdiakon Thomas Parambil, der sich zum Gegen-Bischof ausrufen ließ

Alexander de Campo, mit indischem Namen Chandy Parambil, wurde als Sohn der einheimischen Thomaschristen Cyriak und Ignatia in Kuravilangad, Kerala geboren. So überliefert es auch sein historischer Grabstein in der dortigen Kirche. Genaues Jahr und Datum der Geburt sind unbekannt. Kuravilangad war bereits damals ein berühmter Marien-Wallfahrtsort in Süd-Indien.

### Revolte vom Coonan Cross
Unter Erzbischof Francis Garcia von Angamali/Cranganore kam es zu einer Revolte der Thomaschristen, da dieser u. a. einen Generalvikar des lateinischen Ritus für sie bestellte und sie eine noch größere Unterdrückung fürchteten. Unmittelbarer Anlass war die Verhaftung des von Archdiakon Thomas Parambil nach Indien gerufenen früheren syrischen Erzbischofs von Damaskus 'Attalāh († 1654 in Paris) durch die Portugiesen. Die Anführer der Thomaschristen schworen 1653 am Coonan Cross in Fort Cochin, nie wieder Jesuiten als Oberhirten über sich zu dulden. Ausdrücklich vermied man es dabei, sich von Rom loszusagen; man verlangte lediglich Bischöfe der eigenen ostkirchlichen Tradition. Der überwiegende Teil der Thomaschristen schloss sich dem Aufstand an. Thomas Parambil ließ sich zum Metropoliten ausrufen und in einer „Not-Zeremonie“ von 12 einfachen Priestern die Bischofsweihe erteilen. Sein Verwandter Chandy Parambil (= Alexander de Campo) unterstützte ihn nach Kräften; er gehörte sogar zum engsten Kreis der vier Berater des »Metropoliten«, ab 1658 »Patriarchen« Mar Thoma I. († 1670).

### Aussöhnung und Bestellung zum Bischof

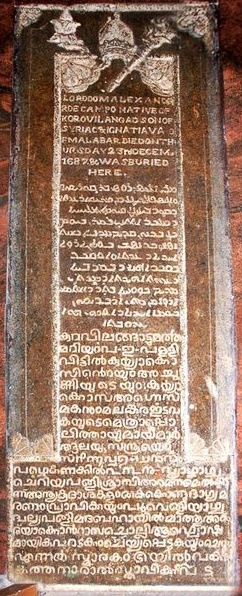
Grab des Bischofs in der Wallfahrtskirche Kuravilangad

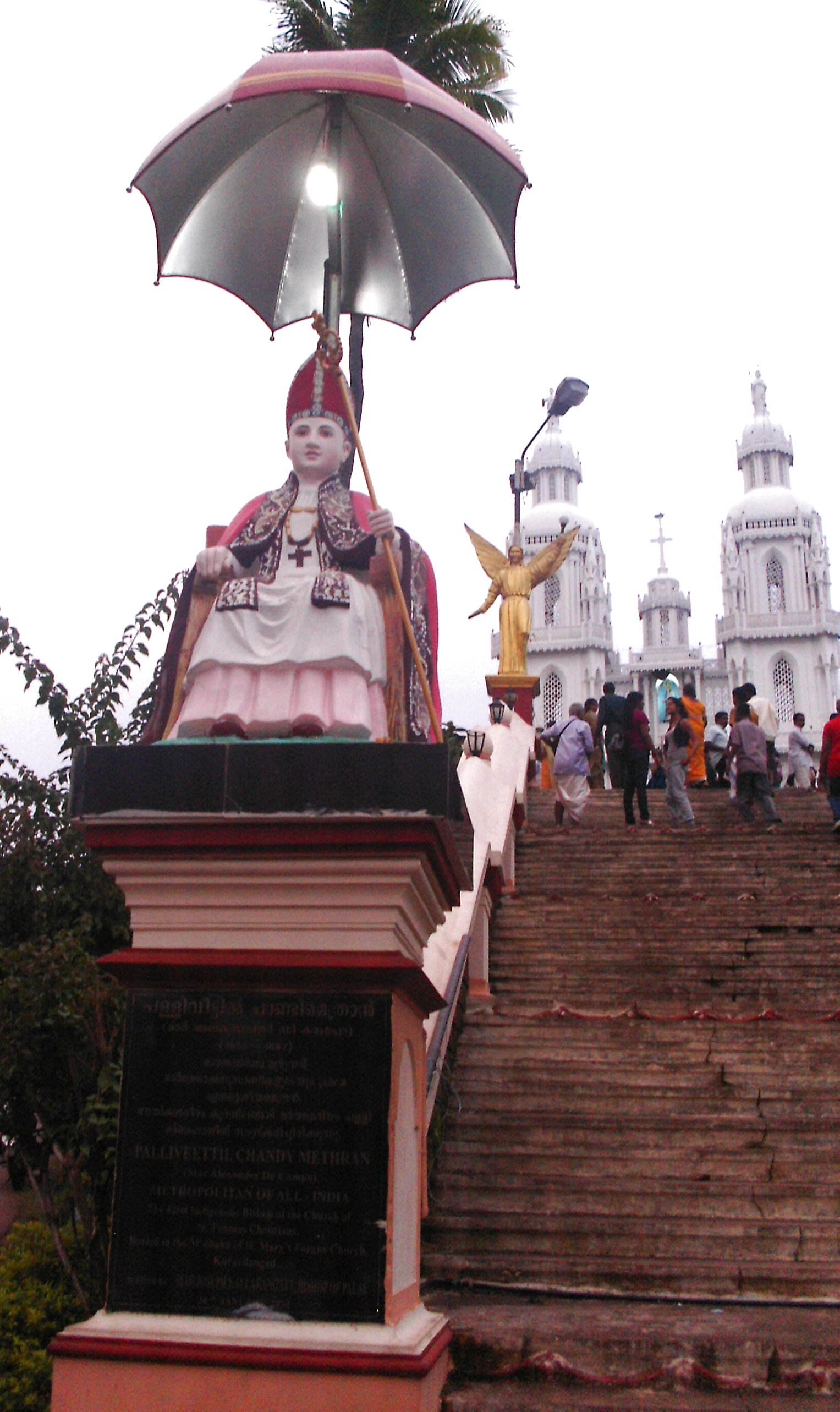
Denkmal von Bischof Alexander de Campo, vor seiner Grabeskirche in Kuravilangad

Als sich abzeichnete, dass es zu einem endgültigen Bruch mit der römisch-katholischen Kirche kommen würde, schreckten viele vor einem Schisma zurück und lösten sich von der revoltierenden Gruppe, auch die befreundeten Priester Chandy Parambil (= Alexander de Campo) und Chandy Kadavil (= Alexandros Hendwāyā). Rom hatte Karmeliten nach Indien gesandt, um das drohende Schisma einzudämmen und die Ursachen zu ermitteln. Apostolischer Kommissar war Giuseppe di Santa Maria OCD (Girolamo Sebastiani, † 1689). Unter Mithilfe der beiden einheimischen Priester Chandy Parambil und Chandy Kadavil gelang es, den überwiegenden Teil der Thomaschristen wieder mit Rom auszusöhnen. Erzbischof Francisco Garcia starb 1659 und Sebastiani, OCD wurde 1661 sein Nachfolger; allerdings nur als Titularerzbischof und Apostolischer Administrator des Erzbistums Angamaly, das ja nun in Kodungallur ansässig war. Von Papst Alexander VII. hatte er die Erlaubnis erhalten, nötigenfalls zwei indische Thomaschristen zu Bischöfen zu weihen und zu Apostolischen Vikaren zu bestellen. Schon 1663 musste Erzbischof Sebastiani sein Bistum verlassen, da die Holländer die Portugiesen an der Malabarküste besiegt hatten und ihn auswiesen. Um die ihm unterstellten Thomaschristen nicht ohne legitime Obrigkeit zu lassen, weihte er am 31. Januar 1663, kurz vor seinem erzwungenen Weggang, Chandy Parambil in Kaduthuruthy zum Titularbischof von Megara und bestellte ihn zum Apostolischen Vikar von Malabar.
Bischof Chandy Parambil alias Alexander de Campo war der erste indische Thomaschrist, der in der römisch-katholischen Kirche die Bischofsweihe empfing. Er sah sich selbst als „Metropolit von ganz Indien“, in der Tradition der historischen Erzbischöfe und residierte in seinem Heimatort Kuravilangad, der damit für ca. 25 Jahre zum Zentrum der katholischen Thomaschristen wurde. Der geringere Teil, der bei der Entscheidung von 1653 verharrte, verlor mit der Zeit seinen angestammten und inzwischen in Teilen latinisierten Chaldäischen Ritus, da sich diese Gruppe, besonders für die Spendung von Bischofsweihen, mit der Syrisch-Orthodoxen Kirche verbinden musste, die den Westsyrischen Ritus pflegt.

### Tod und weitere Entwicklung
Bischof Alexander de Campo starb am 2. Januar 1687 und wurde in seiner Heimatkirche St. Maria (Kuravilangad) beigesetzt. Dort ist sein Grab mit antiker Grabplatte im Chorbereich erhalten. Seine Nachfolge als Apostolischer Vikar von Malabar trat der Lateiner Raphael de Figueredo-Salgrado an. Er wurde ihm 1677, noch zu Lebzeiten, als Koadjutor an die Seite gestellt. Rom hatte zwar die Karmeliter in Indien beauftragt, Bischof Campo einen indischen Nachfolger zu benennen, was diese aber nur insoweit befolgten, als Bischof Figueredo-Salgrado zwar in Indien geboren war, jedoch als Lateiner und als Sohn portugiesischer Eltern. Das Apostolische Vikariat Malabar ging später im (lateinischen) Erzbistum Verapoly auf und die lateinischen Bischöfe regierten die katholischen Thomaschristen bis 1887 durch einheimische Priester ohne Bischofsweihe, von denen einer, Kuriakose Elias Chavara (1805–1871), seliggesprochen wurde. Dann trennte man die Jurisdiktionen und es folgten bis 1896 lateinische und ab diesem Jahr syro-malabarische Titularbischöfe, als spezielle Apostolische Vikare der Thomaschristen. Erst am Thomastag, dem 21. Dezember 1923, stellte Papst Pius XI. die ordentliche Hierarchie der katholischen Thomaschristen Indiens nach über 300 Jahren wieder her, die heutige Syro-malabarische Kirche.